# Bårhult (zuidelijk deel)
Bårhult (zuidelijk deel) (Zweeds: Bårhult (södra delen)) is een småort in de gemeente Härryda in het landschap Västergötland en de provincie Västra Götalands län in Zweden. Het småort heeft 86 inwoners (2005) en een oppervlakte van 13 hectare. Het småort bestaat uit het zuidelijke deel van de plaats Bårhult. Het småort ligt aan het meer Landvettersjön en wordt grotendeels omringd door bos.

## Verkeer en vervoer
Bij de plaats lopen de Riksväg 27 en Riksväg 40.